# Carmichaelia glabrata
Carmichaelia glabrata är en ärtväxtart som beskrevs av George Simpson. Carmichaelia glabrata ingår i släktet Carmichaelia och familjen ärtväxter. Inga underarter finns listade i Catalogue of Life.